# Raión de Kitsman
Raión de Kitsman (en ucraniano: Кіцманський район) es un antiguo raión o distrito de Ucrania en el óblast de Chernivtsi. 
Comprende una superficie de 607 km².
La capital fue la ciudad de Kitsman.

## Demografía
Según estimación 2010 contaba con una población total de 71000 habitantes.

## Otros datos
El código KOATUU era 7322500000. El código postal 59300 y el prefijo telefónico +380 3736.